# (944) Hidalgo
(944) Hidalgo – planetoida z grupy centaurów.

## Odkrycie
Została odkryta 31 października 1920 roku w Hamburg-Bergedorf Observatory w Bergedorfie przez Waltera Baade. Nazwa planetoidy pochodzi od Miguela Hidalgo, patrona ekspedycji do Meksyku, gdzie niemieccy astronomowie obserwowali w 1923 roku zaćmienie Słońca. Przed nadaniem nazwy planetoida nosiła oznaczenie tymczasowe (944) 1920 HZ. Wieloletnią obserwację nowo odkrytej planetoidy Hidalgo prowadził polski astronom z Uniwersytetu Stefana Batorego w Wilnie Kazimierz Jantzen, który pozostawił po sobie wartościową publikację na jej temat.

## Orbita

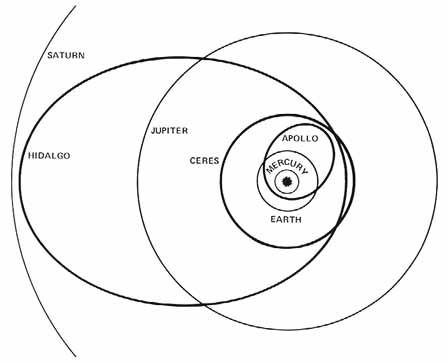
Orbita (944) Hidalgo

944 Hidalgo okrąża Słońce w ciągu 13 lat i 280 dni w średniej odległości 5,74 au. Inklinacja tej planetoidy jest stosunkowo duża, wynosi 42,55°. Orbita 944 Hidalgo charakteryzuje się dużym mimośrodem wynoszącym 0,66. Dlatego w peryhelium (1,95 au znajduje się wewnątrz pasa głównego planetoid, a w aphelium (9,53 au) sięga orbity Saturna. Jest to pierwsza poznana planetoida należąca do grupy centaurów. Hidalgo nie jest jednak klasycznym centaurem; może być obiektem mającym kometarne pochodzenie.